# Carol Pilars de Pilar
Carol Pilars de Pilar (* 6. August 1961 in Bad Godesberg) ist eine deutsche Malerin und Bildhauerin.

## Leben
Von 1980 bis 1987 absolvierte sie eine Restaurierungsausbildung und ein Volontariat.
Ab 1985 löste sich Pilars de Pilar von der restauratorischen Arbeit und begann, als freischaffende Künstlerin zu arbeiten. Ihre künstlerischen Medien reichen von Aquarellen, Collagen und Skulpturen bis hin zu Zeichnungen und schließen auch Tonaufnahmen ein.
Ihre Arbeiten behandeln unter anderem die Spannung zwischen Wohlstand und Armut.
Pilars de Pilar lebt und arbeitet in Düsseldorf.

## Einzelausstellungen (Auswahl)
- 1999: Ausstellung in der Simon-Spiekermann Galerie, Düsseldorf
- 2006: Kleine Skulpturen / Große Aquarelle. Ausstellung. Poststraße 3, Düsseldorf
- 2007: Carol Pilars de Pilar / Franklin Berger. Ausstellung. Steinstraße 23, Düsseldorf
- 2011: Portrait und Stimme. Ausstellung. Maxhaus, Düsseldorf
- 2016: Portrait / Voice. Ausstellung. Ritratti e Vite Film Dokumentarfilm von Marco Bonfante, Parco della Salute e del Benessere, Rom, Italien
- 2017: Das Telefon des Windes. Ausstellung. Mit Norika Nienstedt, Galerie Splettstößer, Kaarst
- 2021: ALLTAG, EVERYDAY LIFE, Buchpräsentation und Ausstellung, Diktio Düsseldorf
- 2023: ALONG THE VOICES, Museum Ratingen
- 2024: Dance Performance, ALONG THE VOICES

## Gruppenausstellungen (Auswahl)
- 2015: Die große Kunstausstellung NRW. Gruppenausstellung, Museum Kunstpalast, Düsseldorf
- 2017: Galerie OQBO, Raum für Bild, Wort, Ton, Berlin
- 2019: Positions. Berlin Art Fair 2019 | Flughafen Tempelhof, Berlin
- 2019: Ich Ich / Vor Ort Sein. Residency und Ausstellung. Mit Shir Zilberstein, Shuli Nachshon und Anne Wissmann, Galerie B. Lausberg, Düsseldorf
- 2019: Circle of Looks a Dream. Ausstellungsprojekt. U.a. mit Anne Schülke und Thyra Schmidt, NRW Forum, Düsseldorf

## Stipendien
- 2018: Onomato Stipendium für Mediale Kunst, Düsseldorf[3]
- 2023: Residenz in Ein Hod, Israel